# Grube Volta
Die Grube Volta ist eine ehemalige Buntmetallerzgrube im Bensberger Erzrevier in Lohmar. Das Grubenfeld lag zwischen Dahlhaus und Aggerhütte.

## Geschichte
Unter dem Namen Im Hau gab es eine erste Mutung auf Blei und Zink am 14. April 1854. Sie wurde am 9. August 1855 auf Blei, Zinkblende und Kupfererze erweitert. Der Feldesbesichtigung am 29. Februar 1856 folgte am 16. August 1856 die Verleihung an den Baron Albert Behr zu Ongrée bei Lüttich. Seit dem 19. Mai 1894 war die AG Bergbau, Blei- und Zinkfabrikation zu Stolberg neuer Eigentümer.
- Siehe auch: Liste der Erzgruben im Rhein-Sieg-Kreis

## Betrieb und Anlagen
Die Berechtsamsakte enthält ab 1905 mehrere Jahresberichte über Versucharbeiten. Man begann im Jahr 1905 mit neun Arbeitern, den alten Stollen der Grube Volta aufzuwältigen und setzte einen Querschlag in Richtung auf den Pingenzug des Waldfiebig-Gangs an. Im darauffolgenden Jahr 1906 wurde zur Untersuchung des Gangs Waldfiebig vom Stollen aus ein Querschlag in südwestlicher Richtung aufgefahren, der einen auf 10 Meter Länge „freundliche“ Bleierze führenden Gang erschloss. Auf dem Waldfiebig-Gang wurde 1907 mit 20 Arbeitern ein Erzmittel von etwa 0,6 Meter Mächtigkeit auf 60 Meter Länge erschlossen. 1908 waren 26 Arbeiter damit beschäftigt, mehrere Überbrüche und eine 16 Meter tiefe Gesenksohle zu untersuchen. Das Ergebnis war nicht ausreichend. Nach einigen weiteren erfolglosen Versuchen mit drei Arbeitern wurde der Betrieb 1907 eingestellt. Das über Tage liegende Haufwerk wurde einer Handscheidung unterworfen. Daraus ergab sich eine Förderung von 57 t Bleierz und 15 t Zinkerz. Anschließend verfüllte man den Schacht. Es habe sich um einen regen alten Bergbau gehandelt. Das Streckennetz hätte eine Länge von insgesamt 650 m gehabt. Die Erzmittel wären 30 m lang gewesen.